# Ловрин (Пазин)
Ловрин (итал. Laurini) је насељено место у Републици Хрватској у Истарској жупанији. Административно је у саставу Града Пазина.

## Становништво
На попису становништва 2011. године, Ловрин је имао 364 становника.
Према попису становништва из 2001. године у насељу Ловрин је било 342 становника који су живели у 83 породична и 18 самачких домаћинства.
Кретање броја становника по пописима 1857—2001.
| година пописа  | 1857. | 1869. | 1880. | 1890. | 1900. | 1910. | 1921. | 1931. | 1948. | 1953. | 1961. | 1971. | 1981. | 1991. | 2001. |
| бр. становника | 0     | 0     | 287   | 328   | 381   | 431   | 0     | 0     | 370   | 353   | 319   | 295   | 287   | 306   | 342   |

Исказује се као насеље од 1981, када је издвојено из насеља Стари Пазин (које је тада престало постојати, а преостали је део истовремено припојен насељу Пазин). У 1857, 1869, 1921. и 1931 подаци су садржани у насељу Пазин. Од 1880. до 1910. и од 1948. до 1971. садржи део података за бивше насеље Стари Пазин.

## Попис1991.
На попису становништва 1991. године, насељено место Ловрин је имало 306 становника, следећег националног састава:
| Попис 1991.‍  | Попис 1991.‍  | Попис 1991.‍ | Попис 1991.‍ | Попис 1991.‍ |
| ------------ | ------------ | ----------- | ----------- | ----------- |
|              |              |             |             |             |
| Хрвати       | Хрвати       |             | 274         | 89,54%      |
| Словенци     | Словенци     |             | 2           | 0,65%       |
| Југословени  | Југословени  |             | 1           | 0,32%       |
| неопредељени | неопредељени |             | 6           | 1,96%       |
| регион. опр. | регион. опр. |             | 22          | 7,18%       |
| непознато    | непознато    |             | 1           | 0,32%       |
| укупно: 306  |              |             |             |             |